# P4 plus
P4 Plus är Sveriges Radios digitala musikkanal som sänder dygnet runt.
Kanalen blev fast i SR:s utbud våren 2020 och hade dessförinnan varit en testkanal som tagits fram med hjälp av ett stort underlag av lyssnaråsikter. Kanalens slogan är "P4 Plus - musik genom årtiondena till idag". Utbudet består av programledda sändningar mellan klockan 08:00 och 20:00 och man sänder även ut ett antal favoritrepriser. Program ur SR:s arkiv som sänts är bland annat Rakt över disc Smoke Rings, Metropol och Da Capo. Dessutom återutsänds en rad listor från förr. På helgerna hörs gamla Svensktoppar, Tio i topp och Kvällstoppen.
Programledare som hörts i P4 Plus är Lisa Syrén, Annika Jankell, Henrik Olsson, Claes-Johan Larsson, Susanne Tellinger, Björn Lindberg och Anders Hildemar Ohlsson.